# Richmond Trophy 1950
Il Richmond Trophy 1950 è stata una gara extra-campionato di Formula 1 tenutasi il 10 aprile, 1950 sul Circuito di Goodwood nel West Sussex, in Gran Bretagna. La corsa, disputatasi su un totale di 11 giri, è stata vinta dall'inglese Reg Parnell su Maserati 4CLT/48.

## Qualifiche

### Risultati
| Pos | N  | Pilota                     | Vettura           | Tempo | Distacco |
| --- | -- | -------------------------- | ----------------- | ----- | -------- |
| 1   | 28 | Cuth Harrison              | ERA Tipo B        |       |          |
| 2   | 24 | Peter Whitehead            | Ferrari 125       |       |          |
| 3   | 22 | Reg Parnell                | Maserati 4CLT/48  |       |          |
| 4   | 26 | Peter Walker               | ERA Tipo E        |       |          |
| 5   | 25 | Graham Whitehead           | ERA Tipo B        |       |          |
| 6   | 31 | Philip Fotheringham-Parker | Maserati 6CM      |       |          |
| 7   | 29 | Brian Shawe-Taylor         | ERA Tipo B        |       |          |
| 8   | 32 | Colin Murray               | Maserati 4CL      |       |          |
| 9   | 21 | Prince Bira                | Maserati 4CLT/48  |       |          |
| 10  | 33 | Gordon Watson              | Alta F2           |       |          |
| 11  | 23 | David Hampshire            | Maserati 4CLT/48  |       |          |
| 12  | 5  | George Abecassis           | HWM-Alta          |       |          |
| 13  | 20 | Toulo de Graffenried       | Maserati 4CLT/48  |       |          |
| DNS | 30 | Tony Rolt                  | Delage 15S8       |       |          |
| DNS | 34 | Archie Butterworth         | A.J.B.-Duesenberg |       |          |

## Gara

### Risultati
| Pos | N  | Pilota                     | Vettura           | Giri | Tempo/Ritiro |
| --- | -- | -------------------------- | ----------------- | ---- | ------------ |
| 1   | 22 | Reg Parnell                | Maserati 4CLT/48  | 11   | 20:14.4      |
| 2   | 20 | Toulo de Graffenried       | Maserati 4CLT/48  | 11   | + 46.0       |
| 3   | 29 | Brian Shawe-Taylor         | ERA Tipo B        | 11   |              |
| 4   | 28 | Cuth Harrison              | ERA Tipo B        | 11   |              |
| 5   | 25 | Graham Whitehead           | ERA Tipo B        | 11   |              |
| 6   | 5  | George Abecassis           | HWM-Alta          | 11   |              |
| 7   | 32 | Colin Murray               | Maserati 4CL      | 10   |              |
| 8   | 31 | Philip Fotheringham-Parker | Maserati 6CM      | 10   |              |
| 9   | 33 | Gordon Watson              | Alta F2           | 9    |              |
| Rit | 21 | Prince Bira                | Maserati 4CLT/48  | 4    |              |
| Rit | 24 | Peter Whitehead            | Ferrari 125       | 0    |              |
| NP  | 26 | Peter Walker               | ERA Tipo E        |      |              |
| NP  | 23 | David Hampshire            | Maserati 4CLT/48  |      |              |
| DNS | 30 | Tony Rolt                  | Delage 15S8       |      |              |
| DNS | 34 | Archie Butterworth         | A.J.B.-Duesenberg |      |              |